# Makaronesisk lira
Makaronesisk lira (Puffinus baroli) är en nyligen urskild fågelart i familjen liror inom ordningen stormfåglar som häckar i Makaronesien.

## Utseende
Makaronesisk lira är en liten svartvit havsfågel, 25–30 centimeter lång och med en vingbredd på 56–63 centimeter. Den är huvudsakligen mörk ovan och ljus under. Från den i området förekommande mindre liran skiljer den sig förutom i mindre storlek på huvudsakligen kortare, rundare och bredare vingar, vit kind som når upp över ögat samt på nära håll tydligt vita täckarspetsar på ovansidan. I flykten håller den inte kursen lika stadigt och flaxar kvickare och oftare än mindre lira. Den håller också huvudet högt och lyfter det ibland i farten.

## Utbredning och systematik
Fågeln häckar på Azorerna, Desertasöarna, Selvagensöarna och Kanarieöarna. Den ses tillfälligtvis i Västeuropa, framförallt i Storbritannien och Irland, men också Frankrike, Spanien, Danmark och Norge.
Den har tidigare tillsammans med den i Kap Verdeöarna förekommande mindre kapverdeliran (Puffinus boydi) kategoriserats som underart till dvärglira DNA-studier visar att dessa står närmare kariblira och urskiljs därför numera oftast som egna arter, alternativt inkluderas i karibliran.

## Ekologi
Makaronesisk lira häckar i jordhål eller under stenskravel i rätt små kolonier, ofta tillsammans med gulnäbbad lira som i Azorerna utkonkurrerar makaronesisk lira. Den häckar från slutet av februari till mars och lägger ett ägg. Den lever huvudsakligen av fisk, bläckfisk och skaldjur.

## Status
Makaronesisk lira erkänns inte som egen art av internationella naturvårdsunionen IUCN, varför den inte placeras i någon hotkategori. Beståndet uppskattas till mellan drygt 4.700 till knappt 5.900 par, där den största kolonin finns på Selvagensöarna. Beståndet i Kanarieöarna minskar.

## Namn
Fågelns vetenskapliga artnamn hedrar Carlo Tencredi Falletti, markis av Barolo (1782-1838), italiensk filantrop, samt bok- och konstsamlare.